# Steve Tracy
Steve Tracy (ur. jako Steven Crumrine dnia 3 października 1952, zm. 27 listopada 1986, znany również jako Steve R. Tracy) – amerykański aktor telewizyjny i filmowy. Wystąpił m.in. w serialach Domek na prerii i Opowieści z ciemnej strony oraz filmie W krzywym zwierciadle: Zlot absolwentów.
Zmarł w wyniku powikłań po AIDS. Jego śmierć zmobilizowała jego przyjaciółkę – serialową żonę z Domku na prerii; Alison Arngrim, do zaangażowania się w działalność na rzecz osób chorych na AIDS.